# Барковка (приток Суры)
Барковка — протока реки Суры, протекающая в городе Пензе Пензенской области Российской Федерации.
Исток реки расположен на высоте 134 м над уровнем моря напротив села Засечное Пензенской области. В среднем течении соединяется протокой с другим рукавом Суры — Старой Сурой. Ниже по течению соединяется с озером Алатырка. На реке расположен дачный посёлок Барковка. Впадает в Суру справа на высоте 134 м над уровнем моря.